# Nago
Nago (jap. 名護市 Nago-shi) – miasto w Japonii, w prefekturze Okinawa.
1 sierpnia 1970 Nago-chō zostało przemianowane na Nago-shi.